# Сандей, Джой
Джой Сандей — американская актриса. Выступала на телевидении, в частности, в сериалах «Дорогие белые» и «Уэнздей». В кино известна второстепенными ролями в фильмах «Мои волосы хотят убивать», «Вписка» и «Лулу и Бриггс».

## Биография
Сандей родилась в Статен-Айленде, штат Нью-Йорк, в нигерийской семье. Изучала театральное искусство в старшей школе Fiorello H. LaGuardia High School в Нью-Йорке, а затем пошла учиться в Школу кинематографических искусств USC в Лос-Анджелесе, получив степень в области критических исследований. Помимо академических кругов, работала режиссёром в Tribeca Film Institute, поставив несколько короткометражек.
Сандей дебютировала на телевидении в эпизоде сериала Новый агент Макгайвер в 2018 году. Присоединилась к Гильдии киноактеров в 2020 году, сыграв в фильме «Мои волосы хотят убивать». У неё была второстепенная роль Софии в фильме «Вписка» 2020 года. Также она появилась в одном из эпизодов сериала Netflix «Дорогие белые».
За этим последовали второстепенные роли в фильмах «Бета-тест» и «Лулу и Бриггс». Наиболее известной её работой стала роль сирены Бьянки Барклай в сериале Netflix 2022 года «Уэнздей» режиссёра Тима Бертона.

## Фильмография
Кино
| Год  | Заголовок                | Роль        |
| ---- | ------------------------ | ----------- |
| 2014 | Embody                   | Саша        |
| 2017 | Darling                  |             |
| 2018 | Joy                      | Джой        |
| 2018 | Alive Again              | Мудрец      |
| 2019 | Her Mind in Pieces       | Джой        |
| 2020 | Мои волосы хотят убивать | Синтия      |
| 2020 | Вписка                   | София       |
| 2020 | Возьми мое сердце        | Мак         |
| 2020 | Центр внимания           | Дидьенн     |
| 2021 | Бета-тест                | Селия       |
| 2022 | Лулу и Бриггс            | Доктор Грей |

Телевидение
| Год  | Заголовок             | Роль           |
| ---- | --------------------- | -------------- |
| 2018 | Новый агент Макгайвер | Абина          |
| 2018 | Яс Квин               | Риа            |
| 2021 | Дорогие белые         | Клэр           |
| 2022 | Уэнздей               | Бьянка Барклай |